# Jaçanaú
Jaçanaú é um bairro do município de Maracanaú, no estado do Ceará, no Brasil. Foi um dos primeiros bairros a formar a cidade de Maracanaú e localiza-se a leste da Serra da Taquara. Nele localiza-se a Fazenda Raposa, uma reserva ambiental que abriga o maior número de palmeiras carnaúbas da América Latina, tendo 17 dos 24 tipos existentes no mundo. 

## Topônimo
O topônimo Jaçanaú vem da língua tupi e significa "rio das jaçanãs", através da junção dos termos îasanã (jaçanã) e 'y  (rio). O nome é uma alusão à lagoa homônima situada no seu território, a qual desagua no Riacho Taboqueira.

## História
É um local rico em história, pois, neste território, habitavam diferentes tribos indígenas, dentre as quais a dos Jaçanaú. De 1649 até 1654, os holandeses estiveram presentes no local, pois este ficava no caminho para as minas de prata na Serra da Taquara.